# Abderramão I
Abderramão ibne Moáuia ibne Hixame ibne Abedal Maleque ibne Maruane (Abd ar-Rahman ibn Mu'awiya ibn Hixam ibn Abd al-Malik ibn Marwan), melhor conhecido somente como Abderramão I ou Abdarramão I, (em árabe: عبد الرحمن‎; romaniz.: Abd ar-Raḥman/Abderrahman; Damasco, março de 731 – Córdova, 30 de setembro de 788) foi um membro da dinastia omíada, emir de Córdova entre 756 e 788 e fundador do Emirado de Córdova e de uma dinastia muçulmana que governou grande parte da Península Ibérica durante quase três séculos. Os muçulmanos chamaram à região da Península sob o seu domínio de Alandalus.
Ficou conhecido como "O Falcão de Coraixe". O estabelecimento de um governo no Alandalus por Abderramão (r. 756–788) representou uma ruptura do restante do Império Islâmico, que era governado pelos Abássidas. A situação interna do emirado não permitiu que Abderramão I dirigisse as habituais incursões militares aos territórios cristãos do norte. O seu reinado de trinta e dois anos transcorreu entre lutas internas para sufocar a resistência do emir anterior, Iúçufe Alfiri e dos seus filhos, dos partidários sírios, abássidas e berberes que viviam na Península.

## Vida

### Infância e fuga da Síria

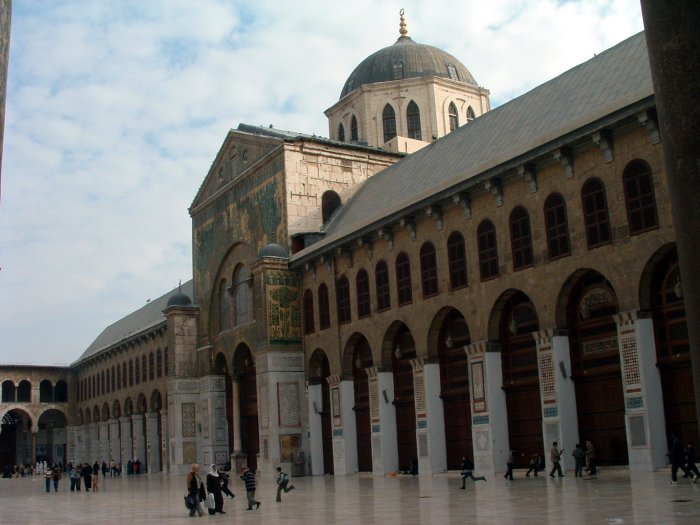
Mesquita dos Omíadas em Damasco, capital dos omíadas destronados em 750 pelos abássidas

Abderramão era neto de Hixame ibne Abedal Maleque, o décimo califa omíada e filho do general Moáuia ibne Hixame. Dizia-se que o jovem príncipe era alto e esbelto. Sua mãe pertencia ao povo berbere, da tribo de Nafza e dela ele herdou o cabelo ruivo. Características curiosas atribuídas a Abderramão são as de que ele não enxergava de um olho, tinha uma verruga no rosto e seu olfato não era muito apurado.
Quando o califa Maruane II foi derrotado e morto em 750 no Egito e instaurou-se a nova dinastia dos Abássidas, o jovem omíada tinha menos de vinte anos de idade. Foi um dos poucos membros da dinastia que conseguiu escapar do massacre de Abú Futrus. Abderramão e uma pequena parte de sua família fugiram de Damasco, que tinha sido até então o centro do poder omíada. Alguns desses membros de sua família eram: seu irmão Iáia, seu filho de quatro anos Solimão e algumas de suas irmãs. Também fugiu com Abderramão seu ex-escravo (um liberto) Bedr. A família seguiu ao longo do rio Eufrates em direção ao sul.
Todo o trajeto da fuga foi sempre acompanhado de muito perigo. Os abássidas haviam espalhado cavaleiros por toda a região na tentativa de encontrar e assassinar o príncipe omíada. Os abássidas eram impiedosos com todos os omíadas que eles encontravam. Quando estavam escondidos em uma pequena aldeia, os agentes abássidas cercaram Abderramão e sua família. Ele deixou seu jovem filho com suas irmãs e fugiu com Iáia. As narrativas variam, contudo ao que tudo indica Bedr também fugiu com eles. Algumas histórias relatam que Bedr acabou encontrando-se com Abderramão posteriormente a esta data. Abderramão, Iáia e Bedr conseguiram fugir da aldeia, escapando dos assassinos abássidas.
Mais tarde, no caminho para o sul, os cavaleiros abássidas alcançaram novamente o trio. Tentando desesperadamente salvarem-se, Abderramão e seus companheiros atiraram-se nas águas do rio Eufrates. Na tentativa de atravessar à nado as águas perigosas do rio, Abderramão acabou separando-se de seu irmão. Iáia retornou nadando em direção onde se encontravam os cavaleiros, provavelmente com medo de afogar-se. Os cavaleiros pediam para os fugitivos retornassem, e que nada de mau lhes aconteceria. O historiador do século XVII, Amade Maomé Almacari, comoventemente descreve a reação de Abderramão implorando para que seu irmão Iáia não retornasse: "Oh irmão! Venha para mim, venha para mim"! Iáia retornou para perto da margem do rio e foi logo capturado pelos cavaleiros. Eles cortaram-lhe a cabeça, e deixaram o corpo de Iáia para apodrecer. Almacari cita que antigos historiadores muçulmanos relatam que Abderramão ficou com tanto medo naquele momento, que assim que chegou à margem oposta ele correu até a exaustão.

### O exílio

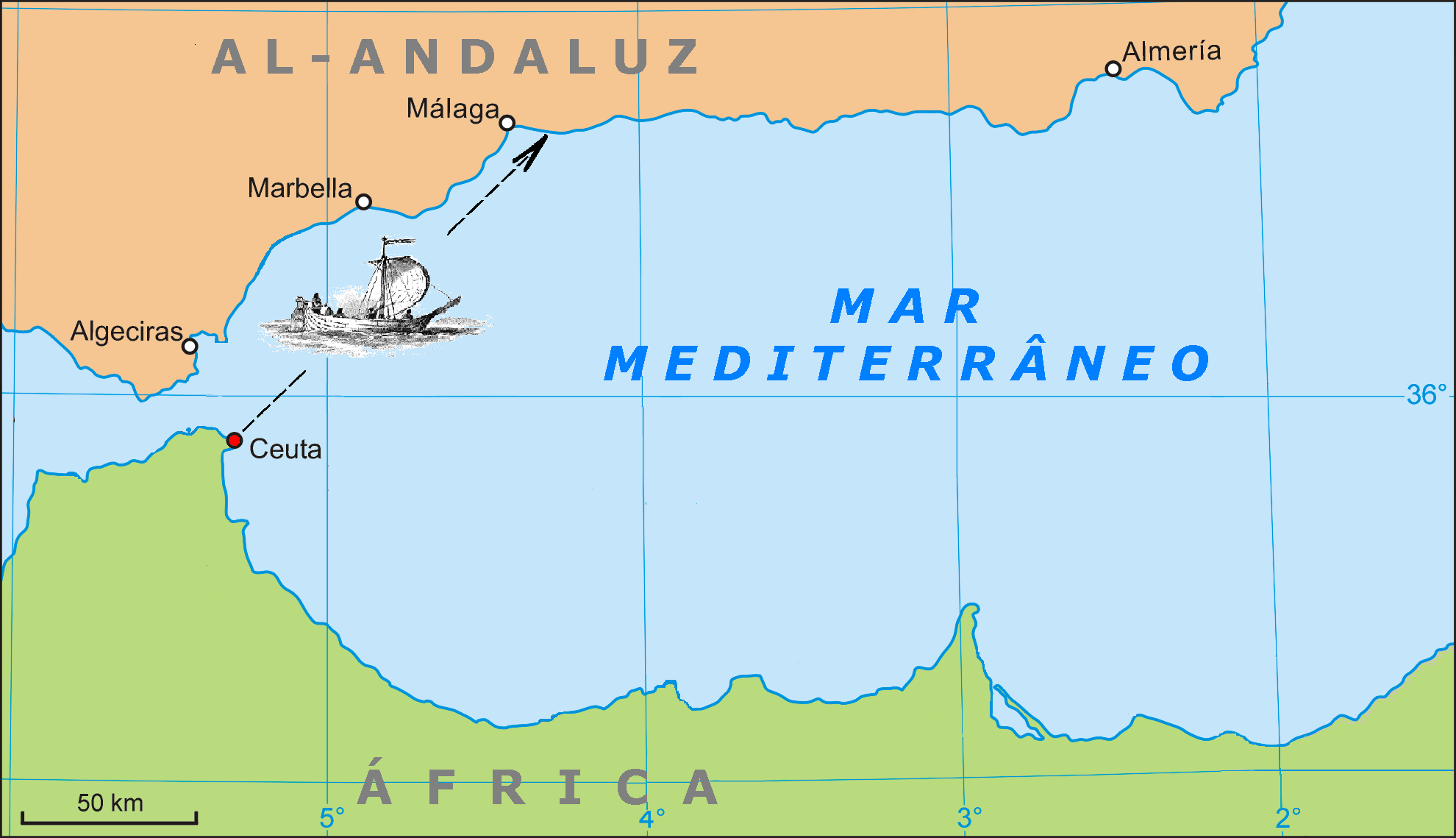
Partindo de Ceuta, Abderramão desembarca em Almuñécar no Alandalus, a leste de Málaga, em setembro de 755

Depois de escaparem da Síria apenas com a roupa do corpo, Abderramão e Bedre continuaram a fuga em direção ao sul passando pela Palestina, Sinai e Egito. Abderramão seguiu em direção ao noroeste da África, onde pretendia refugiar-se entre os berberes da Mauritânia da tribo Nafza de onde era originária sua mãe. Os muçulmanos referiam-se àquela parte do Império Islâmico de "Magrebe", ou o "oeste". Seus predecessores Omíadas haviam conquistado partes do Magrebe e da Ibéria e agora com a confusão generalizada que se estabeleceu no califado pela mudança da dinastia, aquela região havia ficado nas mãos das autoridades locais, antigos emires ou tenentes dos califas de omíadas, mas agora aspirando pela independência. A travessia do Egito provaria ser muito perigosa. Abderramão ibne Habibe Alfiri era o governador da África Oriental e tinha sido um antigo colaborador do Califado Omíada. Porém, com os Abássidas agora no controle ibne Habibe enviou espiões para procurarem pelo príncipe sobrevivente dos Omíadas. Com seu cabelo ruivo, Abderramão não seria difícil de ser identificado. Abderramão e Bedre ficaram no acampamento de um comandante berbere solidário com sua difícil situação. Um dia, os soldados de ibne Habibe entraram no acampamento procurando pelo fugitivo omíada. Tecfá, a esposa do comandante berbere escondeu Abderramão sob os seus pertences pessoais e conseguiu salvá-lo.
Demorou vários anos até que Abderramão conseguisse chegar ao oeste. Em 755, Abderramão e Bedre chegaram à região do atual Marrocos, perto de Ceuta. Foi provavelmente de lá que ele pela primeira vez avistou uma faixa estreita de terra: Alandalus, onde Abderramão não tinha a certeza se seria bem recebido ou não naquela longínqua província do império. Ele provavelmente enviou Bedre para a Ibéria com uma mensagem; uma mensagem na que ele proclamava-se o herdeiro verdadeiro omíada daquela terra. Alandalus havia sido conquistada no governo do avô de Abderramão. Um grande número de sírios vivia na província de Elvira, atual Granada e Abderramão esperava apelar por sua lealdade ao príncipe dos omíadas. Entretanto, a província encontrava-se em um estado de muita confusão causado pela fraca administração do emir de então, Iúçufe Alfiri.
A comunidade muçulmana estava abalada por lutas tribais entre os árabes e tensões raciais entre estes e berberes. Abderramão provavelmente viu então ali um local propício para recuperar seu poder, coisa que ele não havia encontrado na África. Bedr apressou-se em retornar à África. À convite de seguidores leais omíadas e dos iemenitas, inimigos do governador, Abderramão foi chamado para conhecer Alandalus. Logo após isto, Abderramão juntamente com Bedr e um pequeno grupo de seguidores começaram a prepara-se para seguirem para a Europa.
Quando alguns berberes locais souberam que Abderramão estava indo para Alandalus, eles apressaram-se para encontrá-lo na costa. Os berberes pretendiam fazê-lo refém e forçá-lo a pagar uma taxa para deixar a África. Ele realmente teve que pagar uma importância em dinares mediante a súbita hostilidade dos berberes locais. No mesmo instante em que Abderramão lançava ao mar o seu barco, outro grupo de berberes chegou, também com a intenção de fazer com que Abderramão pagasse uma taxa por partir. Um dos berberes agarrou o barco de Abderramão para impedi-lo de partir e teve a sua mão cortada por um membro da tripulação do barco. Abderramão desembarcou em Almuñécar no Alandalus, a leste de Málaga, em setembro de 755; contudo, o local do desembarque não é confirmado.

### A luta

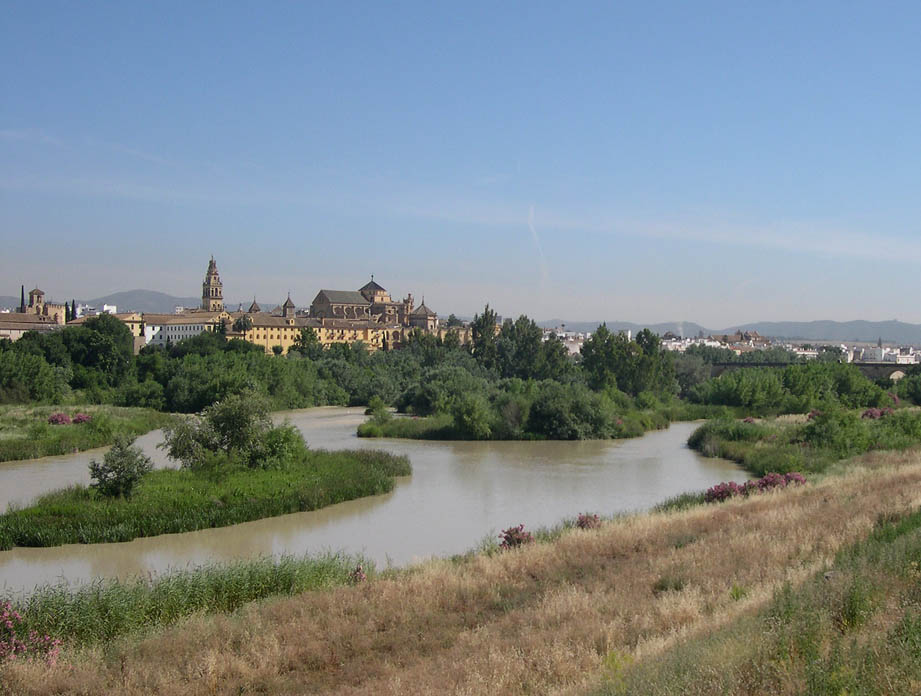
Rio Guadalquivir em Córdova, cidade onde Abderramão fundou o Emirado de Córdova

Abderramão foi saudado pelos comandantes locais ao desembarcar no Alandalus. Durante sua curta estadia em Málaga, Abderramão conseguiu rapidamente o apoio local. Caravanas de pessoas dirigiram-se para Málaga a fim de prestarem solidariedade ao príncipe omíada que eles pensavam estar morto. Uma das mais famosas histórias sobre o período em que Abderramão esteve em Málaga diz respeito ao presente que lhe foi ofertado. O presente foi uma bela jovem escrava, mas Abderramão humildemente a devolveu ao seu proprietário dizendo: "Eu não me entregarei a nenhuma distração, seja ela de visão ou de coração, até que a Espanha esteja sobre o meu controle". A notícia sobre a chegada do príncipe espalhou-se pela Península.
Durante esse tempo, o emir Alfiri e o comandante de seu exército, Alçumail (que era também o vizir e genro de Alfiri), ponderaram sobre o que fazer mediante essa nova ameaça ao seu frágil poder. Eles tentariam casar Abderramão com uma das filhas de Alfiri. Caso isso não desse certo, então Abderramão teria que ser morto: "caso ele não aceite, nós lhe cortaremos a cabeça com nossas espadas". Abderramão aparentemente já esperava tal tipo de hostilidade. Porém, antes que algo pudesse ser feito, surgiram problemas ao norte de Alandalus. Saragoça, um importante centro de comércio no limite superior de Alandalus, declarou sua autonomia. Alfiri e Alçumail dirigiram-se então para o norte a fim de sufocarem a rebelião. Abderramão ganhou com isso um tempo precioso para consolidar a sua base de apoio no Alandalus.
Em março de 756, Abderramão e seu crescente número de seguidores tomaram Sevilha sem encontrarem resistência. Depois de cumprir sua missão em Saragoça, Alfiri retornou com seu exército para o sul a fim de enfrentar o "pretendente". Os dois contingentes encontraram-se em lados opostos às margens do rio Guadalquivir, na parte externa da capital de Córdova na planície de Muçará.
O rio tinha, pela primeira vez em anos, transbordado; anunciando o fim de um longo período de secas. Entretanto, o alimento ainda estava escasso e o exército de Abderramão estava com fome. Em uma tentativa para desmoralizar as tropas de Abderramão, Alfiri assegurou que suas tropas não somente estivessem bem alimentadas, como que se servissem de grande quantidade de comida bem às vistas das linhas omíadas. Uma tentativa de negociação logo se seguiu, na qual foi oferecido a Abderramão a filhas de Alfiri em casamento e uma grande quantidade em riquezas. Abderramão só se interessava pelo controle do emirado e estabeleceu-se um impasse. Mesmo antes da luta iniciar, desentendimentos surgiram entre algumas tropas de Abderramão. Especificamente, os árabes do Iêmem estavam descontentes pelo príncipe estar montando um puro corcel espanhol. Os iemenitas ridicularizavam o príncipe dizendo que ele não tinha experiência em batalhas e que o excelente cavalo só serviria para possibilitar-lhe uma fuga rápida do campo de batalha. Sendo um político cauteloso, Abderramão agiu rapidamente para recuperar o apoio dos iemenitas, e dirigiu-se ao líder iemenita que montava uma mula. Abderramão disse-lhe que seu cavalo era de difícil montaria e que não queria ser lançado ao chão por ele. Abderramão ofereceu trocar seu cavalo pela mula, o que deixou o chefe muito surpreso. Uma possível rebelião iemenita foi evitada com essa troca. O nome da mula era 'Relâmpago'.
Logo os dois exércitos se enfrentaram às margens do Guadalquivir. Abderramão não tinha bandeira e uma foi improvisada desenrolando um turbante verde e amarrando-o ao redor da ponta de uma lança. O turbante e a lança tornaram-se a bandeira dos omíadas andalusinos. Abderramão chefiou o ataque ao exército de Alfiri. Alçumail, por sua vez, avançou com sua cavalaria para atacar os inimigos omíadas. Depois de uma longa e difícil luta "Abderramão obteve plena vitória e o campo ficou coberto com os corpos do inimigo".
Alfiri e Alçumail conseguiram escapar com vida da batalha, provavelmente com parte de seus exércitos. Abderramão triunfalmente marchou em direção à capital, Córdova. Contudo, o perigo não foi afastado, uma vez que Alfiri planejou um contra-ataque. Ele reorganizou suas forças e dirigiu-se para a capital que lhe haviam tomado. Novamente Abderramão encontrou-se com Alfiri e seu exército; porém, desta vez as negociações tiveram sucesso. Em troca da vida e riqueza de Alfiri, ele seria um prisioneiro e não deixaria os limites da cidade de Córdova. Alfiri teria que apresentar-se uma vez por dia a Abderramão, e tornar reféns alguns de seus filhos e filhas. Durante algum tempo Alfiri cumpriu com as obrigações da trégua unilateral, mas ele ainda tinha muitas pessoas que lhe eram leais; pessoas que ainda queriam vê-lo de volta ao poder.
Alfiri fez ainda outra tentativa para recuperar seu poder. Ele deixou Córdova e rapidamente começou a reunir seus apoiadores. Enquanto esteve em liberdade, Alfiri conseguiu formar um exército de cerca de 20 mil homens. Porém, é duvidoso que suas tropas fossem formadas por soldados 'regulares', mas sim por uma mistura de homens de diferentes partes de Alandalus. O governador indicado por Abderramão em Sevilha assumiu a iniciativa da luta, e após uma série de pequenas batalhas, conseguiu derrotar o exército de Alfiri. Alfiri conseguiu mais uma vez escapar e fugiu em direção à antiga capital dos Visigodos, Toledo, na região central de Alandalus; porém, assim que chegou lá ele foi morto. A cabeça de Alfiri foi enviada a Córdova, onde Abderramão a pregou em uma ponte. Com este ato, Abderramão proclamou-se o emir de Alandalus. Uma última ação ainda teria que ser realizada: o general de Alfiri, Alçumail, foi colocado na prisão de Córdova.

### Um tênue governo

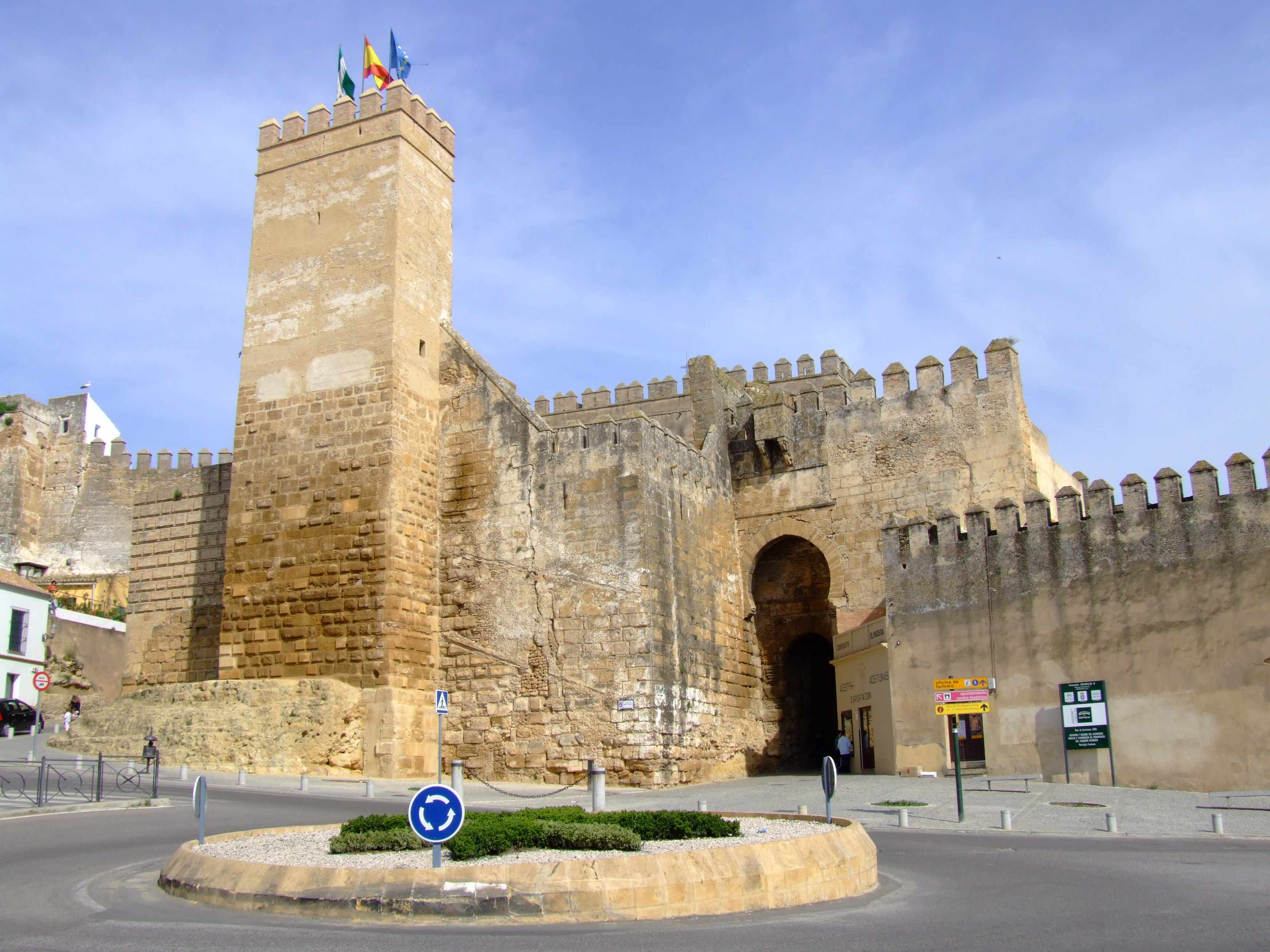
Alcácer da Porta de Sevilha. Carmona

Realmente, Abderramão apenas proclamou-se emir e não califa. Isto provavelmente foi devido ao fato de que Alandalus fosse uma terra formada por diferentes facções e a proclamação como califa teria causado grande inquietação entre elas. Os descendentes de Abderramão, contudo, teriam uma melhor oportunidade para ficarem com o título de califa.
Enquanto isso, a notícia de que Alandalus havia tornado-se um território seguro para os amigos da dinastia omíada e para os membros de sua família, que conseguiram escapar da perseguição dos Abássidas, espalhou-se pelo mundo muçulmano. Abderramão finalmente conseguiu obter notícias de seu filho Solimão, que ele havia deixado com suas irmãs por ocasião de sua fuga às margens do rio Eufrates. As irmãs de Abderramão não podiam fazer essa longa viagem até Alandalus. Abderramão colocou os membros de sua família nos altos escalões de seu governo por todo o país, sem dúvida ele sentia-se mais confiança neles do que em pessoas fora de sua família. A família Omíada cresceria novamente e prosperaria por sucessivas gerações. Porém, em 763 Abderramão teve que voltar aos assuntos de guerra. Alandalus foi invadida por um exército abássida.
Em Bagdá, o então califa abássida, Almançor (712–775), já vinha há muito tempo planejando depor aquele omíada que se intitulava emir de Alandalus. Almançor nomeou Alá ibne Muguite Aljudami governador da África (cujo título dava-lhe o domínio sobre a província de Alandalus). Foi Alá quem liderou o exército abássida que desembarcou no Alandalus, provavelmente perto de Beja (no atual Portugal). Muito das áreas ao redor de Beja foram conquistadas por Alá. Abderramão teve que agir logo. O contingente abássida era muito superior ao seu em número, com aproximadamente 7 000 homens. O emir rapidamente reuniu o seu exército em Carmona. O exército abássida aproximou-se rapidamente e sitiou Carmona por aproximadamente dois meses. Com a comida, a água e o moral da tropa diminuindo Abderramão idealizou um plano.
Abderramão escolheu 700 lutadores de seu exército e os posicionou diante do portão principal de Carmona. Lá, ele levantou uma grande fogueira e atirou a bainha de sua espada nas chamas. Abderramão então disse: "Vamos atirar nossas bainhas na chama e prometer que tombaremos como soldados caso a vitória não possa ser nossa. Nós conquistaremos ou nós morreremos"! O portão ergueu-se e os homens de Abderramão avançaram contra os abássidas, derrotando-os. A maior parte do exército abássida foi morta. As cabeças dos principais comandantes foram cortadas. Suas cabeças foram preservadas em sal e identificações foram fixadas em suas orelhas. As cabeças foram empacotadas todas juntas e enviadas ao califa abássida que estava em peregrinação a Meca. Assim que recebeu as evidências da derrota de Alá no Alandalus, Almançor teria dito: "Deus seja louvado por ter colocado um mar entre nós"! Almançor odiou e respeitou Abderramão a ponto de chamá-lo de "Falcão do Coraixe" (os Omíadas eram um ramo da tribo coraixita).
Apesar de esta ter sido uma importante vitória, Abderramão teve que sufocar constantes revoltas no Alandalus. Muitas tribos árabes e berberes lutavam entre si por várias disputas de poder, algumas cidades tentaram obter sua própria independência e até membros da família de Abderramão tentaram tirar-lhe do poder. Durante uma grande revolta, dissidentes marcharam até Córdova. Porém, Abderramão sempre esteve preparado e esmagou sempre com muito rigor todos os seus opositores no Alandalus.
Apesar de toda essa agitação no Alandalus, Abderramão queria levar a sua luta até Bagdá. Sua intenção era devolver o massacre sofrido por sua família nas mãos dos abássidas. Porém, sua guerra contra Bagdá precisou esperar devido a problemas internos. A insurgente cidade de Saragoça, na fronteira norte de Alandalus, havia proclamado a sua autonomia.

### Problemas na fronteira norte

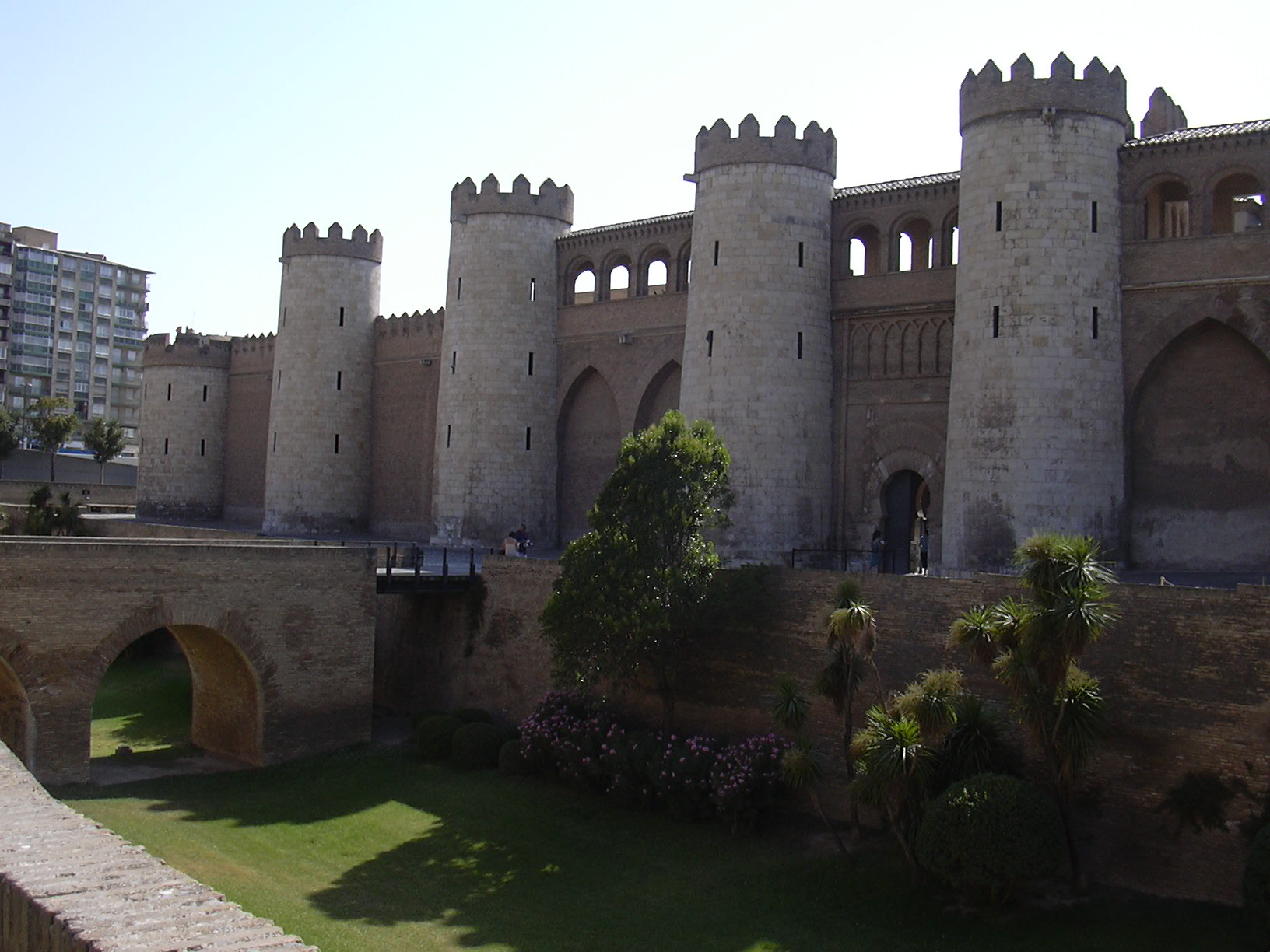
Vista do Palácio da Aljafería em Saragoça

Saragoça provou ser uma cidade muito difícil de ser governada, não apenas por Abderramão, mas também por seus predecessores. Nos anos 777 e 778, vários homens notáveis incluindo Solimão Alárabe, o autoproclamado governador de Saragoça, encontrou-se com delegados do líder dos Francos, Carlos Magno. "O exército de Carlos Magno foi chamado para ajudar os governadores muçulmanos de Barcelona e Saragoça para lutar contra o emir omíada em Córdova [...]". Essencialmente Carlos Magno foi contratado como um mercenário, embora talvez ele tivesse um plano de conquistar a área para o eu próprio império. Depois da chegada do exército de Carlos Magno aos portões de Saragoça, Solimão mudou de ideia e não autorizou a entrada dos Francos na cidade. É possível que ele tenha percebido que Carlos Magno queria tirar-lhe do poder. As forças de Carlos Magno retornaram então para a França via uma estreita passagem nos Pirenéus, onde este perdeu sua retaguarda, comandada pelo duque da Bretanha, Rolando, que recebeu o ataque de montanheses bascos e rebeldes gascões no desfiladeiro de Roncesvales (feitos guerreiros celebrados na Canção de Rolando). Esses acontecimentos fortaleceram ainda mais o poder de Abderramão, sem ter precisado envolver-se no conflito. Agora Abderramão poderia ocupar-se de Solimão e a cidade de Saragoça sem ter que enfrentar um numeroso exército cristão.
Em 779, Abderramão ofereceu o cargo de governador de Saragoça a um dos aliados de Solimão, um homem chamado Huceine ibne Iáia. A tentação foi tão grande para Huceine, que ele acabou por assassinar o seu colega Solimão. Como havia sido prometido, Huceine recebeu o cargo de governador de Saragoça com a condição de que ele sempre estaria subordinado a Córdova. Após dois anos, contudo, Huceine quebrou sua promessa e declarou que Saragoça seria uma cidade-estado independente. Mais uma vez Abderramão teve que ocupar-se em tentar manter a importante cidade na fronteira norte dentro do domínio Omíada.
Em 783 o exército de Abderramão avançou em direção a Saragoça. Abderramão queria deixar claro, que estava fora de questão a cidade tornar-se independente. No arsenal do exército de Abderramão encontravam-se trinta e seis armas de ataque (usadas na antiguidade para destruir ou conquistar fortalezas, muralhas, castelos e fortes de maneira eficaz durante um cerco). As famosas muralhas de granito branco de Saragoça (motivo pelo qual, naquele tempo, ela era conhecida por "a Cidade Branca") foram destruídas pelo exército omíada. Os guerreiros de Abderramão espalharam-se pelas ruas da cidade, acabando rapidamente com as pretensões de Huceine de torná-la uma cidade livre.

### Legado

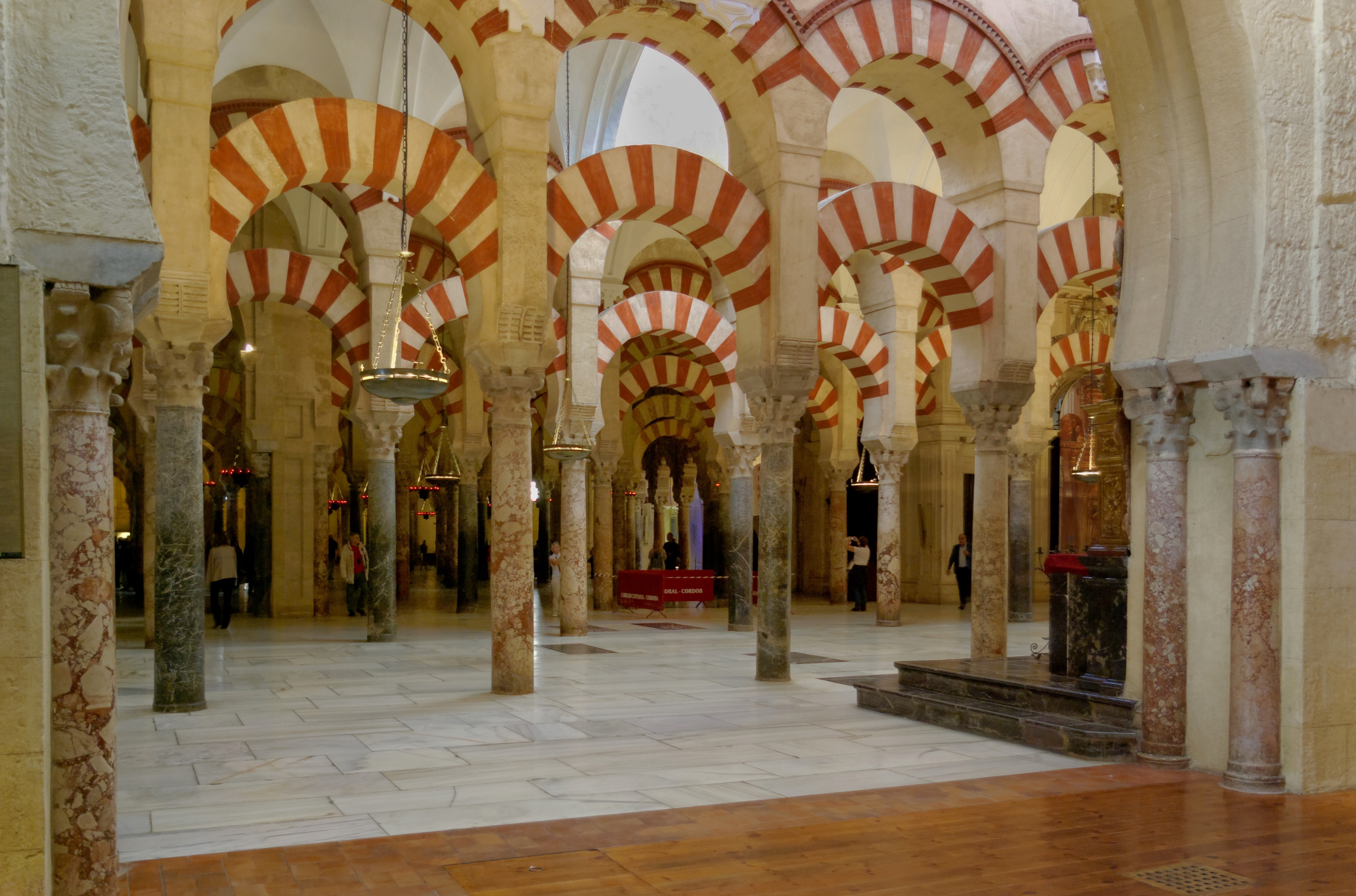
Interior da Mesquita de Córdova (hoje catedral)

Depois desse período de conflitos, Abderramão pode voltar-se para a melhoria da infra-estrutura de Alandalus. Ele ordenou que fossem construídas ou melhoradas estradas, aquedutos e que uma nova mesquita fosse construída em sua capital, Córdova. A construção da nova mesquita iniciou-se por volta do ano 786 aproveitando a estrutura original de uma basílica visigótica dedicada a São Vicente. Na época ela tornou-se muito conhecida e foi considerada um local santo para muitos muçulmanos. Posteriormente, ela seria chamada de Mesquita de Córdova (hoje catedral).
Abderramão sabia que um de seus filhos herdaria um dia o governo de Alandalus, mas a região ainda encontrava-se sendo fonte de constantes revoltas. Abderramão então sentiu que ele não poderia contar sempre com a população local para formar um exército leal e decidiu formar um exército pago e fixo constituído principalmente por berberes do Norte da África. Como era comum durante os anos de expansão islâmica da Arábia, a tolerância religiosa era praticada. Abderramão continuou a permitir que judeus e cristãos mantivessem e praticassem a sua fé. Eles tinham, entretanto, que pagar uma taxa por tal privilégio.
A política de Abderramão de cobrar taxas de não muçulmanos e que continuou a ser praticada pelos governantes após ele, mudou a dinâmica religiosa de Alandalus. Provavelmente devido aos excessivos impostos, a maioria da população do país tornou-se muçulmana Porém, outros estudiosos têm argumentado que apesar de 80% de Alandalus ter se convertido ao Islamismo, isso na realidade só ocorreu por volta do século X.[a]

## Últimos anos
Próximo ao final de sua vida, Abderramão tornou-se paranoico e isolou-se em seu palácio. O emir tratou muitos de seus antigos amigos, tais como Bedr, com crueldade. Ele mandou matar alguns de seus apoiadores, exilou outros e rebaixou a patente de outros.
A data de morte de Abderramão é incerta, mas geralmente é aceita como tendo ocorrido entre 785 e 788. Abderramão morreu em sua adotada cidade de Córdova e foi supostamente sepultado no interior da Grande Mesquita da cidade. O filho primogênito de Abderramão foi escolhido como seu sucessor e mais tarde ficou conhecido por Hixame I. Abderramão foi um bom exemplo de um fundador de uma dinastia oriental, e fez tão bem seu trabalho que a dinastia omíada durou no Alandalus cerca de dois séculos e meio (1031), ocorrendo seu apogeu durante o governo de Abderramão III.